# Андреас фон Бекерат
Андреас фон Бекерат (швед. Andreas von Beckerath)  — шведський дипломат. Надзвичайний і Повноважний Посол Королівства Швеція в Україні в 2013—2016 роках.

## Біографія
Закінчив у 1996 році Уппсальський університет, бакалавр економіки та бізнесу. Навчався у Санкт-Петербурзькому державному університеті (1995), економіка і Фінанси. Вивчав німецьку в Університеті Дортмунда (1996). Володіє англійською, німецькою, російською, французькою та голландською мовами.
Червень 1993 — серпень 1993 — проходив стажування в Києві на підприємстві Тетра Пак.
Січень 1997 — серпень 1997 — працював у Стокгольмі, Швеція.
Серпень 1997 — грудень 1998 — стажувався в Москві, Росія.
Січень 1999 — вересень 1999 — Директор мовної школи та керівник програми.
Вересень 1999 — грудень 1999 — працював референтом з питань Латвії у Міністерстві закордонних справ Швеції.
Січень 2000 — серпень 2001 — Дипломатичний стажер Міністерства закордонних справ Швеції.
Вересень 2001 — січень 2002 — Другий секретар Посольства Швеції в Румунії (Бухарест).
Січня 2002 — серпень 2002 — Другий секретар Постійного представництва Швеції в ООН.
Серпень 2002 — квітень 2006 — Другий секретар Посольства Швеції в РФ (Москва).
Серпень 2006 року — серпень 2010 — Європейський Кореспондент Міністерства закордонних справ Швеції.
З вересня 2010 — Радник з політичних питань Посольства Швеції в Німеччині (Берлін).
У 2013 — Заступник голови місії, радник-посланник Посольства Швеції в Сполученому Королівстві (Лондон).
З вересня 2013 — Надзвичайний і Повноважний Посол Королівства Швеція в Україні (Київ).
13 вересня 2013 року вручив вірчі грамоти Президенту України Віктору Януковичу.
В серпні 2016 року склав повноваження Надзвичайного і Повноважного Посла Королівства Швеція в Україні.